# Prêmio Nacional Alemão para Arte e Ciência
Prêmio Nacional Alemão para Arte e Ciência (em alemão, Deutscher Nationalpreis für Kunst und Wissenschaft) foi uma premiação instituída por decreto de Adolf Hitler em 30 de janeiro de 1937 como um substituto para o prêmio Nobel, o qual foi banido da Alemanha depois que um escritor alemão antinazista, Carl von Ossietzky, foi galardoado em 1935.
Além da medalha o premiado também recebia uma soma de 100.000 Reichsmark.

## Receptores
- Ferdinand Porsche
- Fritz Todt
- Willy Messerschmitt
- Wilhelm Filchner
- August Bier
- Ernst Heinkel
- Alfred Rosenberg
- Ferdinand Sauerbruch
- Paul Troost